# Fošt
Fošt este o localitate din comuna Slovenska Bistrica, Slovenia, cu o populație de 79 de locuitori.